# Omal
Omal és un nucli de 479 habitants del municipi de Geer, a la província de Lieja de la regió valona de Bèlgica. Fins al 1977 era un municipi independent.

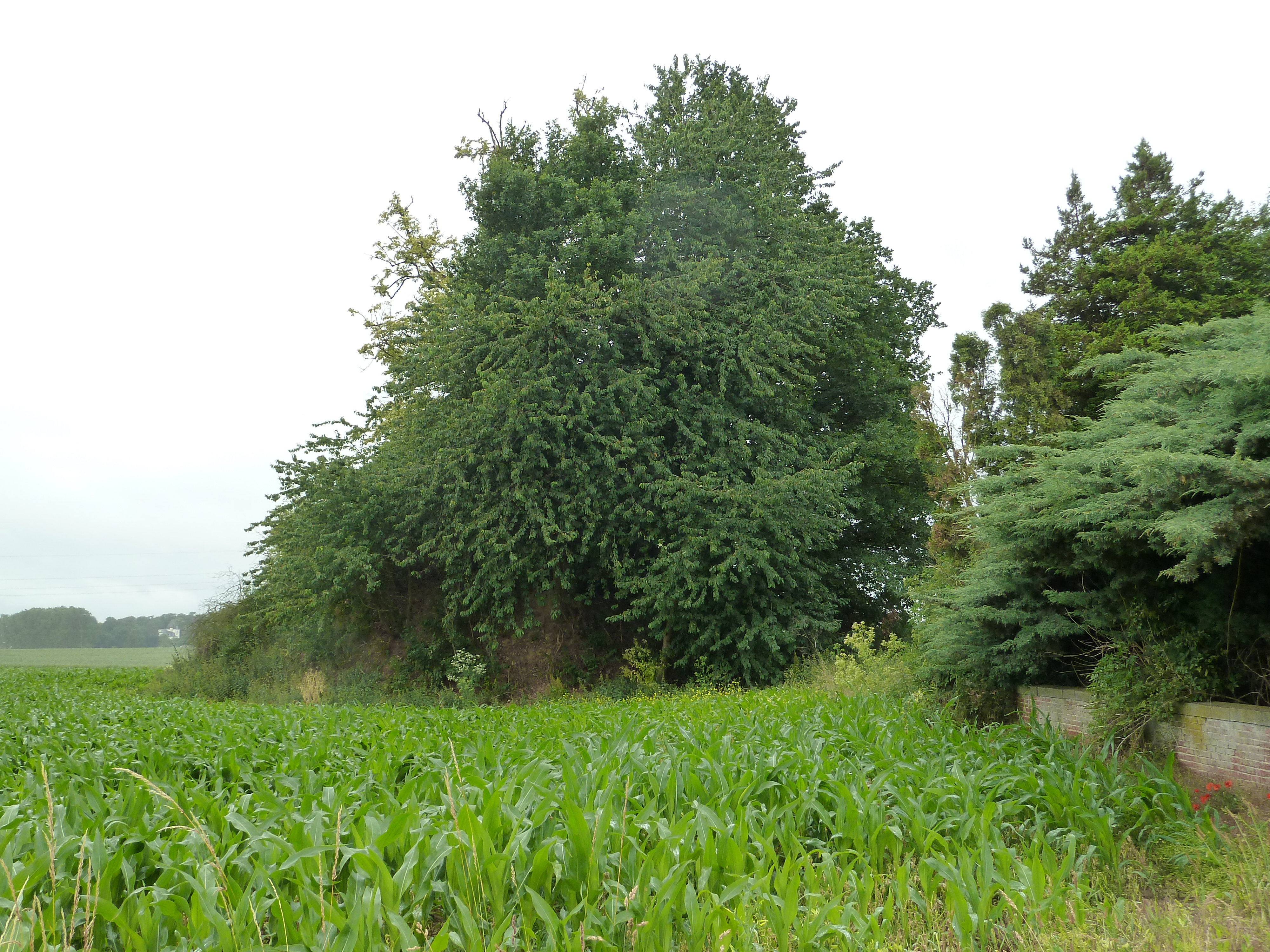
Túmul d'Omal

 Omal es troba a l'antiga via romana Bavay-Tongeren-Maastricht-Colònia, actualment la carretera N69. És un nucli d'Haspengouw regat pel Faux-Geer, un afluent del Jeker. S'han trobat traces d'antics poblaments de fa uns 50 mil anys: ganivets, arrasadors i piques de sílex. Fa 6500 anys unes tribus, originàries del balcànics van eixarmar la regió, es parla de la civilització omaliana, considerats com els primers agricultors de l'actual Bèlgica. Molts vestigis gal·loromans continuen a trobar-se a la vora de la via romana i a l'entorn dels túmuls.
Al barri Brouck es troba una mota, resta d'un castell de mota i pati, estructura de defensa i d'observació de l'edat mitjana primerenca, a l'entorn del qual van excavar-se fraccions d'armament. A l'inici Omal pertanyia al comtat de Moha, sempre disputat amb el duc de Brabant i passà al Principat de Lieja al segle XIII. La senyoria depenia de la cort de Wanze, del qual el batlle de Moha era el president. Els prínceps-bisbes de Lieja van donar el poble en empenyorament de préstecs concedits a proveïdors de fons, com per exemple a L. Dormael el 1619, a l'advocat Preud'homme el 1745, al comte d'Oultremont als 1756 i al noble Vandensteen de Saive el 1784, tot just abans la revolució del 1789.
Dins d'Omal, va existir una petita senyoria enclavada, anomenada de la rue o du chemin d'Omal que depenia de la cort feudal de Brabant. Els senyors d'aquest enclavament es deien d'Oumale, Thiribu d'Oumale o vander Roest. A l'església d'Omal es troben sepulcres formosos d'aquestes nissagues. Els capítols de la catedral de Sant Lambert de Lieja i de la col·legiata de Huy així que l'abadia de la Vall de Nostra Dama també van posseir terres a Omal.

## Llocs d'interès
- Els cinc túmuls, d'un general romà i de quatre dels seus fills
- Un colomar fortificat senyorial del segle XVII
- El casal, seu de la senyoria
- Les ruïnes del castell d'Omal, construït el 1647
- L'església de Lambert de Lieja (1755)
- L'antiga estació del tramvia vicinal, actual garatge d'autobús.